# День народження Конфуція
День народження Конфуція — китайське свято, яке натепер здебільшого відзначають 28 вересня. З приводу історичності цієї дати, а також стосовно року народження філософа — 552 чи 551 до н. е. — існують сперечання.

## Історичні джерела
Дату народження Конфуція (трад. 551—479 до н. е.) відзначено в трьох класичних джерелах:
- «Ґулян чжуань» 谷梁传
- «Ґун'ян чжуань» 公羊传
- Сима Цянь, відповідна біографія у «Ши цзі».

### Рік народження
Перші два джерела, ранні коментарі до літопису «Чуньцю», називають роком народження Конфуція 21-й рік правління Сян-ґуна у царстві Лу (襄公二十有一年), 552 до н. е.; супроти цього, Сима Цянь наводить 22-й рік Сян-ґуна, 551 до н. е. Ця розбіжність викликала багатовікові обговорення.
Першого варіанту дотримувалися, серед більш відомих канонознавців: Цзя Куй 贾逵 (30 — 101), Хе Сю 何休 (129—182) у період дин. Східна Хань, Лю Шу 刘恕 (1032—1078) під час дин. Сун, Ма Дуаньлінь 马端临 (1254—1323) на межі становлення дин. Юань, Сун Лянь 宋濂 (1310—1381) напочатку дин. Мін, Цянь Дасінь 钱大昕 (1728—1804) та Цуй Шу 崔述 (1740—1816) в епоху Цін.
Другий варіант відстоювали Ду Юй 杜预 (222—285) за часів Троєцарствія, Юань Шу 袁枢 (котрий?), Чжен Цяо 郑樵 (1104—1162) та Чжу Сі 朱熹 (1130—1200) у період Сун, Хуан Цзунсі 黄宗羲 (1610—1695) на межі династій Мін та Цін, Янь Жоцюй 阎若璩 (1636—1704), Лян Юйшен 梁玉绳 (??) та Цуй Ши 崔适 (1852—1924) в епоху Цін та пізніше.

### День та місяць народження
День ґен-цзи 庚子 (див. Шістдесятирічний цикл) наводять лише перші два джерела; але в них існує розбіжжя у вказівці місяця, 10-й (Ґун'ян) чи 11-й (Ґулян). Як визначив Жуань Юань 阮元 (1764—1849, дин. Цін), версія, наведена «Ґулян чжуань», неймовірна, бо день ґен-цзи на 11-й місяць не випадає.

## Сучасні наукові погляди
Натепер, завдяки астрономічним розрахункам, визнано часткову імовірність року, вказаного у перших двох джерелах. Поряд зі згадкою народження Конфуція останні відзначують затемнення сонця у день ґен-сюй 庚戌. Доведено, що часткове (0,7) затемнення сонця й насправді було видно на батьківщині Конфуція, у Цюйфу, в день ґен-сюй: 2 серпня 552 року до н. е., у 1 520 037 Юліанський день. День ґен-цзи, вказаний як день народження Конфуція, падає на 1 520 087 ЮД, 50 днів від зазначеної дати.
Існують розбіжності із переведенням цієї дати на григоріанський календар. Бі Баокуй 毕宝魁 наполягає, що єдино вірною датою дня народження Конфуція є 9 жовтня; Сюй Веньсінь стверджує, що такою має бути 3 жовтня.

## Святкування
За правління шостого імператора династії Цзінь 晋 (трад. 晉), Мін-ді 明帝 (323—325), було встановлено державне святкування дня народження Конфуція у 27-й день восьмого місяця за традиційним календарем.
Традиція святкування за місячним календарем зберігається у Гонконзі: у 2015 році відповідна дата падає на 9 жовтня, у 2016-му — 27 вересня.
З утворенням Китайської республіки у 1911 році вшанування Конфуція залишилося єдиною з великих імперських церемоній. Традиційний день народження майстра було переведено на григоріанський календар та святкувалося 28 вересня як День Вчителя.